# Lithidium rubripes
Lithidium rubripes är en insektsart som beskrevs av Boris Petrovich Uvarov 1929. Lithidium rubripes ingår i släktet Lithidium och familjen Lithidiidae. Inga underarter finns listade i Catalogue of Life.